# Ribeirão Pau Vermelho
O Ribeirão Pau Vermelho é um rio brasileiro que banha o estado de Mato Grosso do Sul.